# Tangipahoa megye
Tangipahoa megye az Amerikai Egyesült Államokban, azon belül Louisiana államban található. Megyeszékhelye Amite City, legnagyobb városa Hammond. Lakosainak száma 133 157 fő (2020. április 1.). Tangipahoa megye Amite, Pike, St. Tammany, Washington, Saint John the Baptist, Livingston, St. Helena, Jefferson és Saint Charles megyékkel határos.

## Népesség
A megye népességének változása:
| Lakosok száma | 121 563 | 122 681 | 123 662 | 125 412 | 128 755 | 133 157 |
|               | 2010    | 2011    | 2012    | 2013    | 2015    | 2020    |